# Hein Stufkens
Hein Stufkens (Venlo, 15 oktober 1947) is een Nederlands filosoof, dichter, schrijver en zenleraar.

## Loopbaan
Hij studeerde (rechts)filosofie in Utrecht en werkt op het gebied van "spiritualiteit en bewustwording".  Hij publiceerde een groot aantal boeken en dichtbundels. Zijn werk verscheen bij de uitgeverij Lemniscaat, AnkhHermes, Ten Have, Dabar-Luyten, Edicola en Berne Media. Zijn inspiratiebronnen zijn het christendom (met name de Franciscaanse variant), (zen)boeddhisme, oosterse en westerse mystiek en de dieptepsychologie. Hij geeft leiding aan het bezinningscentrum 'La Cordelle' in Cadzand, waar hij woont en werkt.

## Werk
- Verliezen verwerken, 1980
- Einde van het ik-tijdperk - welzijn en spiritualiteit in de welvaartsstaat, 1981
- De vogel zingt in zijn kooi (gedichten), 1981
- Allemaal macht (met Catharina Visser), 1982
- Gezichten van de nieuwe tijd - de aquariussamenzwering in Nederland, 1984
- Spelen met vuur (gedichten), 1984
- Management voor een nieuwe tijd (red.), 1986
- Heimwee naar God, 1987
- Weg van Gnosis, een reis naar huis, 1991
- Adem licht (gedichten), 1992
- Gesprekken over Jung, 1993
- Vézelay (met Catharina Visser), 1993
- Gnosis, christendom en innerlijke ervaring (met Jacob Slavenburg en Marcel Messing), 1994
- Het sacrament van Sophie (roman), 1995
- Mededogen als menselijke bestemming, 1997 (zie heruitgave in 2009)
- Vrede voor jou (gedichten), 1997
- Een lint van vlinders (gedichten), 1997
- Aan een onbekende God (met Catharina Visser), 1999
- Een innerlijk avontuur (met Gerard Mathijsen), 1999
- Waarvoor ik dien (gedichten), 1999
- In vrede leven, 1999
- Het zevenvoudige pad van Franciscus van Assisi, 2000
- In liefde leven, 2001
- Midas en Parcival - Gouden verhalen van verlangen, verlossing en vervulling, 2002
- Je bent de zee (gedichten), 2003
- De herberg van het hart: Franciscus en Rumi als gidsen voor deze tijd (met Marcel Derkse), 2003
- Gelukkig zijn. De monnik als model, 2004
- Broeder Frans (kinderboek), 2005
- Woorden van Jezus voor elke week, 2005
- Het mysterie, dat ben jij, 2006
- Het Boeddha-pad (kinderboek), 2007
- Een woord in de wind (verzamelde gedichten), 2007
- Een ketterse catechismus, 2008
- Spiritualiteit werkt in dromen, 2009 (zie ook heruitgave in 2017)
- Mededogen als menselijke bestemming (herziene en uitgebreide uitgave), 2009
- De Goeroe (roman), 2010
- Ik geloof het wel, 2010 (met Annemiek Schrijver)
- Alles danst (gedichten) 2011
- Verlicht en Verlost, 2012 (met Annemiek Schrijver)
- Kust, 2013 (haiku en fotoboek, met Josephine Heinemans)
- Franciscus, de weg van eenvoud, 2013 (licht gewijzigde heruitgave van 'Het zevenvoudige pad van Franciscus van Assisi - zie 2000)
- Spiritualiteit, voeding voor de ziel, 2015
- De grondwet voor geluk, 2016
- Vrede dichterbij - wijsheid voor verwarrende tijden, 2017 (heruitgave van 'In vrede leven'- zie 1999)
- Dat heb je gedroomd, 2017 (heruitgave van 'Spiritualiteit werkt in dromen' - zie 2009)
- Geef het licht eens door (gedichten), 2017
- Verhalen van de rabbi, 2018
- Eten met geweten, 2019 (vegetarisch kookboek, met Arjan Houwaart)
- Gedichten op leven en dood, 2019
- Lekenpraat (met Annemiek Schrijver), 2021
- Gebroken brein, 2022
- Tot aan het morgenlicht (verzamelde gedichten) 2022